# 아이다 샤나예바
아이다 블라디미로브나 샤나예바(러시아어: Аи́да Влади́мировна Шана́ева, 1986년 4월 22일~)는 러시아의 펜싱 선수로 주 종목은 플뢰레이다. 2008년 하계 올림픽 여자 플뢰레 단체전에서 금메달, 2012년 하계 올림픽 여자 플뢰레 단체전에서 은메달을 획득했으며 세계 선수권 대회에서 금메달 4개, 은메달 4개를 획득했다.

## 경력
샤나예바는 1986년 오르조니키제(블라디캅카스))에서 군인의 딸로 태어났다. 어린 시절부터 체조, 배구, 펜싱을 했으며 1996년 블라디캅카스에서 피알라 카조바(러시아어: Фиала Кадзова)에게 처음으로 펜싱을 배웠다. 이후 카조바의 추천으로 CSKA 모스크바에 입단하여 스승 카조바를 가르쳤던 블라디슬라프 이바노프(러시아어: Владимир Иванов)의 지도를 받았다.
2002년에 러시아 유소년(U-17) 여자 플뢰레 국가대표로 발탁되었고 그 해 4월 튀르키예 안탈리아에서 열린 세계 유스 선수권 대회에서 개인전 6위에 올랐다. 같은 해 11월에는 이탈리아 코넬리아노에서 열린 유럽 주니어 선수권 대회에 참가했고 개인전 8위와 함께 단체전 은메달을 획득했다. 같은 해에 러시아 성인 국가대표로 처음 발탁되었고 12월 러시아 상트페테르부르크에서 열린 러시아컵 대회를 통해 첫 성인 국제 대회 경기를 가졌다.
2008년 베이징에서 열린 2008년 하계 올림픽에 참가했으며 스베틀라나 보이코, 빅토리야 니키시나, 예브게니야 라모노바와 함께여자 플뢰레 단체전에서 결승전에서 미국을 이기고 우승을 차지했다.